# Саадатулла-хан II
Саадатулла хан II , Мухаммад Сайид Саадатулла-хан II  (урду سعادت اللہ خان دوم‎‎; ? — 4 июля 1744) — шестой наваб (князь) Аркота (2 октября 1742 — 4 июля 1744), младший сын Сафдара Али-хана.

## Биография
2 октября 1742 года наваб Аркота Сафдар Али-хан был убит своим шурином Муртазой Али-ханом, который заявил о своих претензиях на титул наваба Аркота (Карнатака). Чанда Сахиб (зять Дост Али-хана), который был взят в плен в Сатаре лидером маратхов Рагходжи Бхонсле, получил свободу и также поддержал кандидатуру Муртазы Али-хана.
Однако Британская Ост-Индская компания в Мадрасе твердо поддержала Мухаммада Сайида и провозгласила его новым навабом Аркота. В то же время Низам уль-Мульк Асаф Джах I, правитель Хайдарабада, пришел с большой силой и урегулировал спор в пользу Мухаммада Сайида. Но поскольку он был несовершеннолетним, он назначил Анвар-уд-дина хана регентом Аркота 28 марта 1743 года. В этот период Ричард Бенион, губернатор форта Сент-Джордж, получил от наваба фирман в 1743 году, который даровал англичанам деревни Перамбур, Садианкуппам, Эрнавор, Пудубаккам и Вепери.
Однако Мухаммад Сайид был так же несчастлив, как и его отец. Он был убит в июле 1744 года в Аркоте. Так, вместе с ним подошла к концу первая династия навабов Аркота, и в результате Анвар-уд-дин-хан был утвержден в должности наваба Низамом уль-Мульк Асаф-Джахом I.
Возмущенный оккупацией маратхами территорий навабства Карнатака, Асаф Джах I возглавил экспедицию по освобождению Карнатака. К нему присоединились Саадатулла-хан II и Анвар-уд-дин-хан, которые вместе они отбили Аркот и инициировали осаду Тируччираппалли (1743), которая длилась пять месяцев и вынудила маратхов во главе с Мурари Рао Горпаде отступить из Карнатаки..